# فرودگاه ماتاوا
فرودگاه ماتاوا (به انگلیسی: Mattawa Airport) یک فرودگاه همگانی است که یک باند فرود چمن دارد و طول باند آن ۶۱۰ متر است. این فرودگاه در کشور کانادا قرار دارد و در ارتفاع ۱۸۳ متری از سطح دریا واقع شده‌است.